# Ford Ten
Der Ford Ten (oder auch Ford 7W) war ein Wagen der unteren Mittelklasse, den Ford of Britain von 1937 bis 1938 herstellte.

## Modellgeschichte
Der Ford Ten war Nachfolger des Modell C Ten und hatte den gleichen seitengesteuerten Reihenvierzylindermotor mit 1172 cm³ Hubraum und einer Leistung von 22 kW wie sein Vorgänger. Vorder- und Hinterachse waren als starre Deichselachse mit Querblattfedern ausgebildet. Die mechanisch betätigten Bremsen an allen vier Rädern kamen von Girling. Die Karosserien lieferte Briggs Motor Bodies.
Nachfolger ab 1939 war der  Ford Prefect. In zwei Jahren wurden 41.665 Ford Ten gebaut.